# حارة الشرفي (صنعاء)
حارة الشرفي هي إحدى حارات حي الجمارك بمديرية الوحدة إحد مديريات العاصمة اليمنية صنعاء، بلغ تعداد سكانها 3897 نسمة حسب تعداد اليمن لعام 2004.